# Fombio
Fombio är en ort och kommun i provinsen Lodi i regionen Lombardiet i Italien. Kommunen hade 2 317 invånare (2018).